# Piuku
Piuku és un cràter sobre la superfície del planeta nan Ceres, situat amb el sistema de coordenades planetocèntriques a -13.46 ° de latitud nord i 38.92 ° de longitud est. Fa un diàmetre de 31 km. El nom va ser fet oficial per la UAI el primer d'octubre del 2015 i fa referència a Piuku, déu de la tapioca de la cultura dels kali'na.